# Instytut naukowego ateizmu (Brno)
Instytut naukowego ateizmu Czechosłowackiej Akademii Nauk (cz. Ústav vědeckého ateismu ČSAV) – instytut badawczy w Brnie, zajmujący się zagadnieniami naukowego ateizmu i działający od 1972 do 1983.

## Historia Instytutu
W 1967 roku powstał Gabinet Filozofii (cz. Kabinet pro filosofii) w Brnie, związany z Instytutem Filozofii Czechosłowackiej Akademii Nauk. W 1972 roku na bazie Gabinetu Filozofii został utworzony Instytut naukowego ateizmu. W 1983 instytut uległ reorganizacji: postanowiono połączyć z nim Laboratorium Psychologiczne Czechosłowackiej Akademii Nauk (cz. Psychologická laboratoř ČSAV) i do 1990 organizacja była nazywana Instytutem Badania Wiedzy Społecznej i Naukowego Ateizmu (cz. Ústav pro výzkum společenského vědomí a vědecký ateismus).

## Dyrektorzy Instytutu
- 1972–1981 Jiří Loukotka
- 1982–1990 Ivan Hodovský